# 티샤 캠벨마틴
티샤 캠벨(Tisha Campbell, 1968년 10월 13일 ~ )은 미국의 배우이다.

## 출연 작품
- 블라인드스포팅 (2018)
- 닥터 켄 (2015)
- 아줌마 형사 글로리아 (2011)
- 레모네이드 마우스 (2011)
- 잭 앤 미리 포르노 만들기 (2008)
- 에브리바디 헤이츠 크리스 (2005)
- 더 라스트 플레이스 온 어스 (2002)
- 마이 와이프 앤 키즈 (2001)
- 스프렁 (1997)
- 하우스 파티 3 (1994)
- 부메랑 (1992)
- 하우스 파티 2 (1991)
- 하우스 파티 (1990)
- 48시간 2 (1990)
- 루프탑 (1989)
- 스쿨 데이즈 (1988)
- 독신자 폴리의 사랑 (1987)
- 흡혈 식물 대소동 (1986)